# Блинов, Пётр Фёдорович
Пётр Фёдорович Блинов (1893, селе Ново-Ризодаево, Сызранский уезд, Симбирская губерния — 1 июля 1938, Минск) — один из главных деятелей обновленческого раскола, основатель обновленчества в Западной Сибири, первый женатый обновленческий архиерей.

## Биография
Родился в 1893 году в селе Ново-Ризодаево Самарской губернии (ныне Сызранского района Самарской области) в семье крестьянина.
В сентябре 1914 году, выдержав экзамены за полный курс Томской духовной семинарии, рукоположен во диакона и назначен к Николаевской церкви города Томска. 16 октября 1914 года уволен за штат.
В 1915 года принят в ведомство военного и морского духовенства. 24 апреля 1916 года рукоположен во священника и назначен к Казанской церкви 38-го Сибирского стрелкового полка, расквартированного в Томске. В 1917 года священник церкви города Барнаула. В 1918 году назначен настоятелем церкви Иоанна Лествичника в Томске.
В марте 1918 года был арестован. Вскоре освобождён по ходатайству прихожан, взявших его на поруки. Пользовался популярностью среди своих прихожан. Высокий ростом, плечистый, он обращал на себя внимание внешним видом. Не получив систематического образования, восполнял его чтением, запасом жизненных наблюдений. Проповеди и духовные беседы священника привлекали большое количество слушателей. В начале 1920-х годов увлёкся идеями обновленческого движения, что нашло отражение в проводимых им богослужениях. Получив строгое предупреждение от временно управлявшего Томской епархией епископа Барнаульского Виктора (Богоявленского), он на время подчинился священноначалию.
29 марта 1922 года епископа Виктор и другие священнослужители были арестованы по обвинению в противодействии властям в изъятии последними церковных ценностей «на нужды голодающих». А 16 мая 1922 года в Москве было образовано Высшее церковное управление, фактически захватившего власть в Русской православной церкви. В этих условиях 1 июня 1922 года представители городского духовенства Томска собрались в Никольской церкви, где обсудили сложившееся положение. На собрании велись ожесточенные дебаты по вопросам положения епархии и Церкви. Постановили ходатайствовать перед органами власти о созыве общего собрания городского духовенства и мирян на 2 июня 1922 года. Согласно материалам газеты «Красное знамя», на предстоящем собрании предполагалось обсудить текущее положение, отношение советской власти к церкви, а также избрать временное епархиальное управление. В тот же день священник А. Ф. Фёдоров подал в Томский губисполком заявление о разрешении проведения общего собрания духовенства г. Томска в Никольской церкви для выработки позиции по текущей церковной ситуации. Незамедлительно такое разрешение было предоставлено.
2 июня 1922 года учреждённого тогда же обновленческое временное церковное управление Томской епархией избрало его своим председателем. Сообщение о новом церковном управлении было передано в Москву, в обновленческое Высшее церковное управление, всем благочинным Томской епархии, в Сибревком, в Томский, Алтайский и Новониколаевский губисполкомы. Руководимое Петром Блиновым временное церковное управление постановило произвести перевыборы приходских советов, чтобы ввести в их состав сторонников обновленчества, приступить к изданию собственного печатного органа, создать комиссию по разработке материалов по коренной реформе Церкви. Деятельность священника Петра Блинова всячески поощрялась властями, но среди многих прихожан и значительной части духовенства он встречал неодобрение и осуждение.
Постановлением от 9 июня 1922 года Томское церковное управление было преобразовано в Сибирское под председательством Петра Блинова. Оно высказалось за необходимость суда над патриархом Тихоном, но возбудило ходатайство перед местными властями об освобождении епископа Виктора и других священнослужителей. Возведён в сан протоиерея.
В начале сентября 1922 года пастырское собрание томского духовенства приняло основные положения группы «Живая церковь» и высказалось о возможности введения белого (женатого) епископата. 2 октября в Томске открылся Всесибирский съезд членов группы «Живая церковь», на котором 5 октября избран обновленческим епископом Томским и Сибирским. 8 октября 1922 года в года Томске, будучи в браке, хиротонисан во епископа Томского и Сибирского. Хиротонию совершали епископы Николай Чижов и Иоанн Завадовский. Выйдя к участникам собрания в лаптях и сермяге, он поклялся, что будет «рабоче-крестьянским архиереем». Кафедра располагалась в Троицком соборе города Томска. Возведён в сан архиепископа.
16 ноября 1922 года в связи с переездом Сибирского церковного управления в Новониколаевск становится митрополитом Сибирским, управляющим Сибирской митрополией и председателем Сибирского областного церковного совета. Одновременно с 20 декабря 1922 года председатель Сибирского окружного церковного управления. Кафедра располагалась в Александро-Невском соборе города Новониколаевска (с 1926 года Новосибирска).
2 мая 1923 года был избран «деловым председателем» «II Всероссийского Поместного Собора» (первого обновленческого), проходившего в Храме Христа Спасителя. По инициативе Петра Блинова на Соборе были приняты решения «избрать архиепископом Крутицким, 1-м викарием Московской епархии» протоиерея Александра Введенского (в хиротонии которого, состоявшейся 6 мая, участвовал и Блинов вместе с другими 11 обновленческими архиереями), «закрыть монастыри как уклонившиеся от чистой монашеской идеи» и преобразовать их в братские христианско-трудовые союзы или общины для «подвига личного спасения». 8 мая 1923 года на том же соборе был избран членом созданного тогда же обновленческого Высшего церковного совета, причём имя «митрополита всея Сибири» Петра Блинова стояло на 2-м месте, после Антонина (Грановского). После «Собора» возглавил депутацию, явившуюся в Донской монастырь к заключённому Патриарху Тихону для объявления ему «соборного определения» о лишении его сана и монашества. В присутствии депутации зачитывал и вручил Патриарху данное определение и потребовал признать новую церковную власть. Патриарх это требование исполнить отказался.
8 августа 1923 года стал членом Всероссийского обновленческого синода, созданного вместо ВЦС, заняв должность заведующего административной частью.
В мае 1924 года организатор второго Сибирского областного церковного съезда, на котором избран председателем Сибирского Областного митрополитанского церковного управления.
В июне 1924 года участник Всероссийского предсоборного совещания. На совещании 1924 года, когда некоторые из обновленцев стали высказывать желание начать диалог с Патриархатом, Блинов решительно выступил против каких бы то ни было попыток к примирению.
С октября 1924 года митрополит Сибирский и Новониколаевский, председатель Сибирского областного церковного совета и председатель Сибирского областного митрополитанского церковного управления. Кафедра располагалась в Александро-Невском соборе города Новониколаевска. Возглавляемое им обновленческое движение в Сибири стало ослабевать после 1924 года, когда в Новониколаевск приехал рукоположенный патриархом Тихоном епископ Никифор (Осташевский).
27 января 1925 года вошёл в состав Всероссийского съезда Пленума обновленческого Священного Синода.
В октябре 1925 года участник второго обновленческого «Всероссийского поместного собора», на котором избран членом Всероссийского обновленческого Синода.
В 1926 года переименован в митрополита Новосибирского, управляющего Сибирской митрополией.
В октябре 1926 года организатор 3-го Сибирского областного церковного съезда, на котором 6 октября переизбран председателем Сибирского областного митрополитанского церковного управления. В феврале 1927 года участник Первого всесоюзного миссионерского совещания, на котором избран членом центрального миссионерского совета
Присутствовал на заседании расширенного Пленума сессии обновленческого Священного Синода от 1 и 2 октября 1928 года.
С 1 октября 1929 года награждён правом преднесения креста при богослужении.
13 января 1931 года переименован в митрополита Новосибирского, управляющего Западно-Сибирской митрополией и председателя Западно-Сибирского краевого митрополитанского церковного управления.
30 января 1935 года назначен митрополитом Минским и Белорусским, управляющим Белорусской митрополией и председателем Белорусского Областного Митрополитанского церковного управления. Кафедра располагалась в Петропавловском соборе города Минска, а после его закрытия в Александро-Невской церкви Военного кладбища города Минска.
29 апреля 1935 года, в связи с упразднением коллегиальной системы управления, уволен от должности председателя Белорусского Областного митрополитанского церковного управления.
По воспоминаниям минского священника протоиерея Бориса Васильева, «популярностью и уважением Пётр Блинов не пользовался… По улице ходил в гражданской одежде… Народу к нему ходило молиться довольно мало… Сам он очень переживал, что его возьмут под стражу, и поэтому старался поставить себя чрезвычайно лояльным к советской власти, говорил проповеди на тему „Страна наша и правительство“».
4 февраля 1938 года был арестован в Минске по обвинению в том, что он, «прибыв в начале 1935 года в Минск, по заданию японской разведки связался с польским консульством… создал на территории БССР шпионско-фашистскую организацию, в которую лично завербовал 20 человек, дав им задания на организацию шпионско-диверсионных групп на периферии».
15 апреля этого же года освобождён от управления и уволен за штат.
25 мая 1938 года постановлением Комиссии НКВД и Прокуратуры СССР приговорен к высшей мере наказания. Расстрелян 29 ноября 1938 года в Минске. Похоронен в Минске.
Реабилитирован 4 декабря 1958 года военным трибуналом Белорусского Военного Округа.

## Труды
- Отзывы и мнения об отношениях к бывшему Патриарху Тихону // Церковное обновление. 1924. № 19-20. с. 83.
- О состоянии Сибирской Церкви